# Gaden er scenen - du er gøgleren
Gaden er scenen - du er gøgleren er en dansk dokumentarfilm fra 1982.

## Handling
Denne artikel mangler et handlingsreferat. Hjælp os med at skrive det.